# جوزيه ألفيس بورغز
جوزيه ألفيس بورغز هو مدرب كرة قدم برازيلي، ولد في 1 مارس 1954 في البرازيل.